# François Alix (1753-1794)
Ne pas confondre avec François Alix, né en 1964.
Pour les articles homonymes, voir Alix.
François Alix, né en 1753 à Honfleur et mort en 1794 à Paris, est un peintre et graveur français.

## Biographie
François Alix naît en 1753 à Honfleur.
Il est primé en 1770 et en 1774 de l'École de dessin de Rouen. Selon Guy Pessiot, il est inscrit deux fois à l'École des Beaux-Arts de Paris : en 1770, il est élève de Lagrenée le Jeune puis en 1778, il est le protégé de Chardin. Selon le Bénézit, il entre à l'École de l'Académie en 1778 sous la direction de Chardin, il y travaille en 1781. Il est identique au graveur Alix mentionné par Le Blanc.
François Alix meurt en 1794 à Paris.

## Œuvres
- Le Port de Carthage, d'après Noel[4].
- Le Port de Lisbonne[4].
- Paysages avec animaux[4].